# クレマンス・ジェゴフ
クレマンス・ジェゴフ（Clémence Gégauff）は、フランスの元子役の女優である。

## 人物・来歴
生年不詳、フランスの首都パリで生まれた。父は脚本家で作家のポール・ジェゴフ、母はのちにプロデューサー、女優となったダニエル・ジェゴフである。
1975年（昭和50年）、クロード・シャブロルが監督し、父のポールが脚本を書いた『お楽しみ』に、父母が主演し、その子ども役で出演して映画界にデビューした。その後、父母は離婚した。
1983年（昭和58年）12月24日、父ポール・ジェゴフがノルウェーで再婚相手に殺された。
しばらく活動はしなかったが、その後成長し、12年後の1987年（昭和62年）に短篇映画、1990年（平成2年）にはテレビ映画シリーズ『セリ・ローズ』に出演した。

## フィルモグラフィ
- 『お楽しみ』Une partie de plaisir : 監督クロード・シャブロル、1975年 - エリーズ役
- 『ニナ』Nina : 監督ビアンカ・フロレッリ、短篇映画、1987年
- 『セリ・ローズ』Série rose : テレビ映画シリーズ
  - 『愛の試練』L'épreuve d'amour : 監督アラン・シュヴァルツスタン、1990年 - ジュリア役

## 註
1. ↑  filmreference.com サイト内の記事「Paul GÉGAUFF」リンク先の記述を参照。